# Machacz Gadżyjew
Machacz Gadżyjewicz Gadżyjew, ros. Махач Гаджиевич Гаджиев (ur. 18 października 1987 w Kiziljurt, w Dagestańskiej ASRR, Rosyjska FSRR) – rosyjski piłkarz, grający na pozycji pomocnika.

## Kariera piłkarska

### Kariera klubowa
Wychowanek Anży Machaczkała, a od 2003 Spartaka Moskwa. W 2005 roku rozpoczął karierę piłkarską w klubie Krylja Sowietow Samara. W 2007 został zaproszony do Saturna Ramienskoje. Nie potrafił przebić się do podstawowego składu i na początku sezonu 2009 został wypożyczony do 14 sierpnia 2009 do Rubinu Kazań. Zimą 2011 powrócił do Anży Machaczkała. W lipcu 2012 kontrakt z piłkarzem został anulowany. 14 września 2012 jako wolny agent przeszedł do ukraińskiej Tawrii Symferopol. Po wygaśnięciu kontraktu w maju 2013 opuścił krymski klub. W lipcu 2013 został piłkarzem Amkaru Perm.

### Kariera reprezentacyjna
Występował w juniorskiej reprezentacji Rosji. 15 maja 2007 roku został powołany do młodzieżowej reprezentacji Rosji.